# Jean-Paul Tibéri
Jean-Paul Tibéri est un historien français de la bande dessinée, né le 6 septembre 1942 à Castres (Tarn). Sous le pseudonyme de Janoti, il est également scénariste.

## Biographie
Professeur de lettres, professeur d’histoire au collège de Bazoche les Gallerande, passionné par la bande dessinée, Jean-Paul Tibéri reprend à partir du numéro 16/17 (1974) le fanzine Haga, qui publie des dossiers sur des dessinateurs français, des années 1940-50 dans un premier temps, puis modernes. 48 numéros de Haga paraissent jusqu’en 1986, ainsi que 7 numéros de Haga sup avant qu’il ne soit retitré Bédésup en 1978. Par la suite, Tibéri écrit ou contribue à de nombreux ouvrages d’étude sur le 9e art. Il est notamment spécialiste de l’œuvre de René Pellos[réf. nécessaire], pour lequel il a écrit des scénarios des Pieds Nickelés sous le pseudonyme de Janoti, et auquel il a consacré les livres Pellos, dessinateur sportif (1985), Pellos : Main d’or et Pieds nickelés (1992) et d’autres. Lors de la réédition de l’intégrale des Pieds Nickelés de Pellos par Vents d’Ouest à partir de 1989, Jean-Paul Tibéri signe les textes de présentation des albums.
Il est le fondateur des éditions Regards qui coéditent avec Le Taupinambour des monographies sur des auteurs de bande dessinée.

## Publications

### Périodiques
- Le Journal des Pieds Nickelés
- La République du Centre (Le Chevalier de Maison Blanche, dessins de Goubé)
- Trio (Bibi Fricotin, Les Pieds Nickelés)
- Haga nos 1 à 57/58
- Les Amis de Pellos nos 1 à 15

### Albums de bande dessinée

#### Les Pieds Nickelés
- Les Pieds Nickelés (dessin de René Pellos et divers, éd. SPE)
  - 96. Les Pieds Nickelés en Afrique (1977)
  - 99. Les Pieds Nickelés profitent des vacances (1978)
  - 113. Les Pieds Nickelés et le raid Paris-Tombouctou (1981)
  - 117. Les Pieds Nickelés à la une (1986)
  - 119. Les Pieds Nickelés et les loubards (1987)
  - 121. Les Pieds Nickelés en voient de toutes les couleurs (1988)
  - 122. Les Diamants de l’Empereur (1988)
  - 125. Les Pieds Nickelés et la Dame de fer (1988)
  - 126. Les Pieds Nickelés font la fête (1988)

- Les Pieds Nickelés (dessin de Jicka, Le Taupinambour)
  1. Les Pieds Nickelés à la une (2011)
  2. Les Pieds Nickelés en voient de toutes les couleurs (2011)
  3. Les Pieds Nickelés et la Dame de fer (2011)
  4. Escroqueries en tous genres (2011)
- Intégrale Les Diamants de l’Empereur - Les PN et les loubards - Les PN se mettent au vert (dessin de Laval, éd. Regards, 2012)
- Les Pieds Nickelés (dessin de René Pellos, Hachette)
  - 28. Les Pieds Nickelés profitent des vacances (2014)
- Les Pieds Nickelés à Manounouland (dessin de Bévé, éd. Regards, 2014)

#### Autres albums et séries
- Bibi Fricotin (dessin de Pierre Lacroix, éd. SPE)
  - 106. L’Homme perdu (1978)
  - 110. Un repos mérité (1980)
  - 111. Bibi Fricotin connait la musique (1980)
  - 113. Bibi Fricotin contre Superbig (1980)
  - 122. Razibus a disparu (1988)

- Les Mésaventures du chevalier de Maison Blanche (dessin de Goubé)
  1. L’Aristocrate à la lanterne (éd. MCL, 1976)
  2. Bleu blanc bleu (éd. MCL, 1978)
  3. Coup de semonce (éd. Michel Fontaine, 1983)
- Bouzouk le petit prince (dessin de Ramon Monzon, éd. Michel Fontaine, 1983 – rééd. Regards, 2011)
- Contes du Languedoc (dessin de Ramon Monzon, Loubatières, 1984)
- Sébastien, les chemins de la vie (dessin de Pierre Frisano, Loubatières, 1986)
- Le Félon de Miremont (dessin de Rémy Bourlès, éd. CBDI, 1986)
- Natacha hors-série : Walthéry, Natacha & Co (dessin de François Walthéry, Dupuis, 1987)
- Les Mémoires de Spirou (collectif, Dupuis, 1989)
- Camille Loustic (dessin de Goubé, éd. Regards, 1994)
- Le Mini-guide du chien (dessin d’Alain Julié, Vents d’Ouest, 1999)
- Le Meilleur du « Tour de France » de René Pellos (textes de Jean-Michel Linfort et Jean-Paul Tibéri, Vents d’Ouest, 2005)
- Les Aventures de Léonide et Raphaël t. 1 : Traque dans les monts de Lacaune (dessin de Bernard Cladères, éd. Caramba !, 2011)
- Attentat (dessin de Herjia, éd. Regards, 2012)
- La petite sœur (dessins de Lola T. Gautier, éd. Regards, 2012)

### Roman
- Le Dernier Voyage, illustrations de Jean-Claude Pertuzé, éditions Regards, 2015

### Ouvrages d’étude
Divers
- La Bande dessinée et le cinéma, éd. CBDI, 1981
- Les Pieds Nickelés, éd. Jacky Goupil, coll. « Dossiers BD », 1984
- Le Livre d’or de Morris, éd. Jacky Goupil, 1984
- Cabu, dessinateur pamphlétaire, éd. Michel Fontaine, 1984
- Pellos, dessinateur sportif, éd. Michel Fontaine, 144 pages, 1985 (préface de Raymond Poulidor)  (ISBN 2-904237-07-0)
- Le Cri du cochon : Le Cochon dans la bande dessinée, Loubatières, 1988
- L’Univers de Morris, avec Philippe Mellot et Édouard François, Dargaud, 1988
- Cabu passe aux aveux !, éd. Jean-Cyrille Godefroy, 1990
- Binet : Portraits de famille, éd. Jean-Cyrille Godefroy, 1991
- Pellos : Main d’or et Pieds nickelés, éd. Jean-Cyrille Godefroy, 1992
- Pellos le magnifique, les trente glorieuses de l'épopée illustrée du tour 1949-1981 (avec Jean-Michel Linfort), conseil général de Tarn-et-Garonne, 188 pages, 2004  (ISBN 2-914031-08-4)
- biographie de Di Marco dans Nasdine Hodja t. 5 : Une fois n’est pas coutume (Le Taupinambour, 2012)
- Nombril, dico-mégalo-illustré, éd. Regards, 2012

Éd. Chambre belge des experts en bande dessinée (C.B.E.B.D)
- Al. Uderzo, 2002
- Rob-Vel, Bozz, 2003
- Jean-Paul Tibéri présente : Gérald Forton, 2005

Collection « Découvertes » (coédition Le Taupinambour et Regards)
- Louis Cance et Jean-Paul Tibéri, Martial, janvier 2009
- Louis Cance et Jean-Paul Tibéri, André Chéret, février 2009
- Louis Cance et Jean-Paul Tibéri, Marcello, avril 2009
- Rob-Vel, novembre 2009
- Louis Cance et Jean-Paul Tibéri, Gérald Forton, janvier 2010
- Pellos, janvier 2010
- Calvo, janvier 2010
- Maric, février 2010
- Lortac, 2008
- Gloesner, janvier 2011
- Bourlès, juillet 2011
- Vica, juin 2012
- Marin, juin 2012
- Mathelot, mai 2013
- Frisano, août 2013
- Sirius, Le Coffre à BD, septembre 2013
- Jacques Delafosse et Jean-Paul Tibéri, Erik, août 2014